# Graeme Higginson
Graeme Higginson (* 14. Dezember 1954 in Rangiora, Neuseeland) ist ein ehemaliger neuseeländischer Rugby-Union-Spieler auf der Position des Zweite-Reihe-Stürmers. Hauptberuflich arbeitet er als Landwirt. Des Weiteren ist er ein Schwiegersohn des verstorbenen ehemaligen Rugby-Union-Spielers Nelson Dalzell.

## Biografie
Higginson ging in Rangiora zur High School und trat dem Rugbyverein Culverden RFC bei. Aufgrund seiner Leistungen spielte er seit 1976 in der neuseeländischen Rugbymeisterschaft für die Auswahlmannschaft der Canterbury RFU, mit der er 1977 Meister werden konnte. Ein Jahr später lief er im ersten von insgesamt drei Spielen für die Auswahlmannschaft der Südinsel auf.
Nach fünf Spielzeiten im Provinzrugby wurde er 1980 in den Kader der neuseeländischen Nationalmannschaft (All Blacks) für ihre Tour in Australien und Fidschi berufen. Auf dieser Tour absolvierte er jedoch kein Länderspiel, sondern trat als Ergänzungsspieler nur gegen Provinz- und Vereinsmannschaften an. Das Spiel gegen die fidschianische Nationalmannschaft, wie auch deren Gegenbesuch im selben Jahr, gingen nicht als anerkannte Länderspiele in die Wertung ein. Später im Jahr tourte er mit den All Blacks in Nordamerika und Wales. Dort bestritt er auch am 1. November 1980 gegen die walisische Nationalmannschaft sein erstes Länderspiel, das die All Blacks mit 23:3 gewannen, nachdem das Spiel gegen die Nationalmannschaft der USA ebenfalls nicht als anerkanntes Länderspiel gewertet wurde.
1981 spielte er jeweils im ersten Länderspiel gegen die durch Neuseeland tourende schottischen Nationalmannschaft und gegen die durch Neuseeland tourende südafrikanischen Nationalmannschaft (Springboks). Der Sieg mit den All Blacks in der Länderspielserie über die Springboks war mit der Meisterschaft 1977 sein größter Triumph im Rugby, obwohl er nur im ersten Länderspiel auflief, das die Neuseeländer aber für sich entscheiden konnten. Die All Blacks gewannen insgesamt zwei der drei Länderspiele und verloren eines. Im weiteren Verlauf des Jahres konnte er verletzungsbedingt die Nationalmannschaft nicht auf ihrer Tour in Rumänien und Frankreich begleiten.
1982 wechselte er von Canterbury zur Hawke’s Bay RU, da er in Hawke’s Bay eine Farm übernahm. Von 1982 bis 1983 war er der Kapitän der Mannschaft. 1982 und 1983 verteidigte er mit den All Blacks außerdem erfolgreich den Bledisloe Cup gegen die australische Nationalmannschaft (Wallabies). 1984 schied er eigentlich aus dem großen Rugby aus, kehrte jedoch 1988 noch einmal für eine Saison zurück und gewann mit Hawke’s Bay die Zweite Division der National Provincial Championship (NPC).